# Orłowa czuka
Orłowa czuka (bułg. Орлова чука) – jaskinia w północnej Bułgarii, niedaleko Pepeliny i miasta Dwe mogili. Ma ok. 13,5 tys. m długości, co czyni ją drugą pod względem długości jaskinią w Bułgarii. Temperatura w jaskini jest względnie stała w ciągu roku i wynosi ok. 14 °C. Została odkryta w 1941 roku, a w 1962 roku została uznana za pomnik przyrody. Istnieje możliwość zwiedzania jaskini z przewodnikiem. W jaskini żyje około 10 000 nietoperzy.